# SJ 수리야
SJ 수리야(본명: 셀바라지 저스틴 판디안, Selvaraj Justin Pandian, 1968년 7월 20일~)은 인도의 영화 감독, 시나리오 작가, 배우, 작곡가, 프로듀서 및 음악 감독이다.
주로 콜리우드에서 작품을 활동을 이어가고 있다.